# Sunlight Jr. - Sognando la felicità
Sunlight Jr. - Sognando la felicità (Sunlight Jr.) è un film del 2013 scritto e diretto da Laurie Collyer, con protagonisti Naomi Watts e Matt Dillon.

## Trama
Melissa lavora in un negozio e vive in un motel con Richie, il suo compagno che è paraplegico. Quando Melissa scopre di essere incinta, sia lei che Richie sono entusiasti all'idea di diventare genitori. Il destino ha però in serbo per loro un duro colpo. Melissa perde il lavoro e la coppia è costretta a lasciare il motel in cui vivono, trovandosi ad affrontare difficili scelte di vita.

## Produzione
Le riprese del film si sono svolte nella città di Clearwater.

## Promozione
Il trailer del film viene diffuso online il 25 settembre 2013.

## Distribuzione
La pellicola è stata presentata in anteprima mondiale al Tribeca Film Festival il 20 aprile 2013.

## Riconoscimenti
- 2013 - Tribeca Film Festival
  - Candidatura per il Best Narrative Feature a Laurie Collyer
  - Candidatura per il Nora Ephron Prize a Laurie Collyer
- 2013 - Women Film Critics Circle Awards
  - Candidatura per le migliori immagini femminili in un film